# Parc marí multiús de Nukutuluea
El Parc marí multiús de Nukutuluea és una àrea marina protegida que abasta les aigües territorials i la zona econòmica exclusiva que envolta l'illa de Niue. Té una superfície total de 318.140 quilòmetres quadrats, i va ser creada l'abril de 2022 com a resultat de la unió de l'Àrea marina protegida de Niue Moana Mahu i l'Àrea de gestió especial de l'escull Beveridge Nukutulueatama, que s'havia creat l'abril de 2020.
El parc marí es divideix en cinc zones amb diferents usos previstos i activitats permeses. El més alt nivell de protecció envolta l'escull de Beveridge, amb una gran biodiversitat. El parc es gestiona mitjançant una col·laboració publicoprivada, amb l'objectiu de garantir la sostenibilitat de la seva pesca i fomentar l'ecoturisme.

## Geografia
L'àrea protegida cobreix la totalitat del territori oceànic de Niue, des de la seva línia de costa fins a la vora de la seva zona econòmica exclusiva (ZEE). Aquestes aigües es divideixen en cinc zones, que estan subjectes a diferents restriccions. L'àrea total de la ZEE és de 318.140 quilòmetres quadrats. Això s'estén des de la línia de base de les aigües territorials de 12 milles nàutiques (22 km) que envolten l'illa de Niue fins a 200 milles nàutiques (370 km) de distància. Arriba a aquesta distància al sud i sud-est de Niue, on la ZEE toca aigües internacionals. A l'est un tractat defineix les seves fronteres amb la ZEE de les Illes Cook. Al nord un altre tractat defineix les seves fronteres amb la ZEE de la Samoa Americana. A l'oest, la ZEE es troba amb la ZEE de Tonga, per a la qual no hi ha tractat i s'assumeix una línia mitjana.

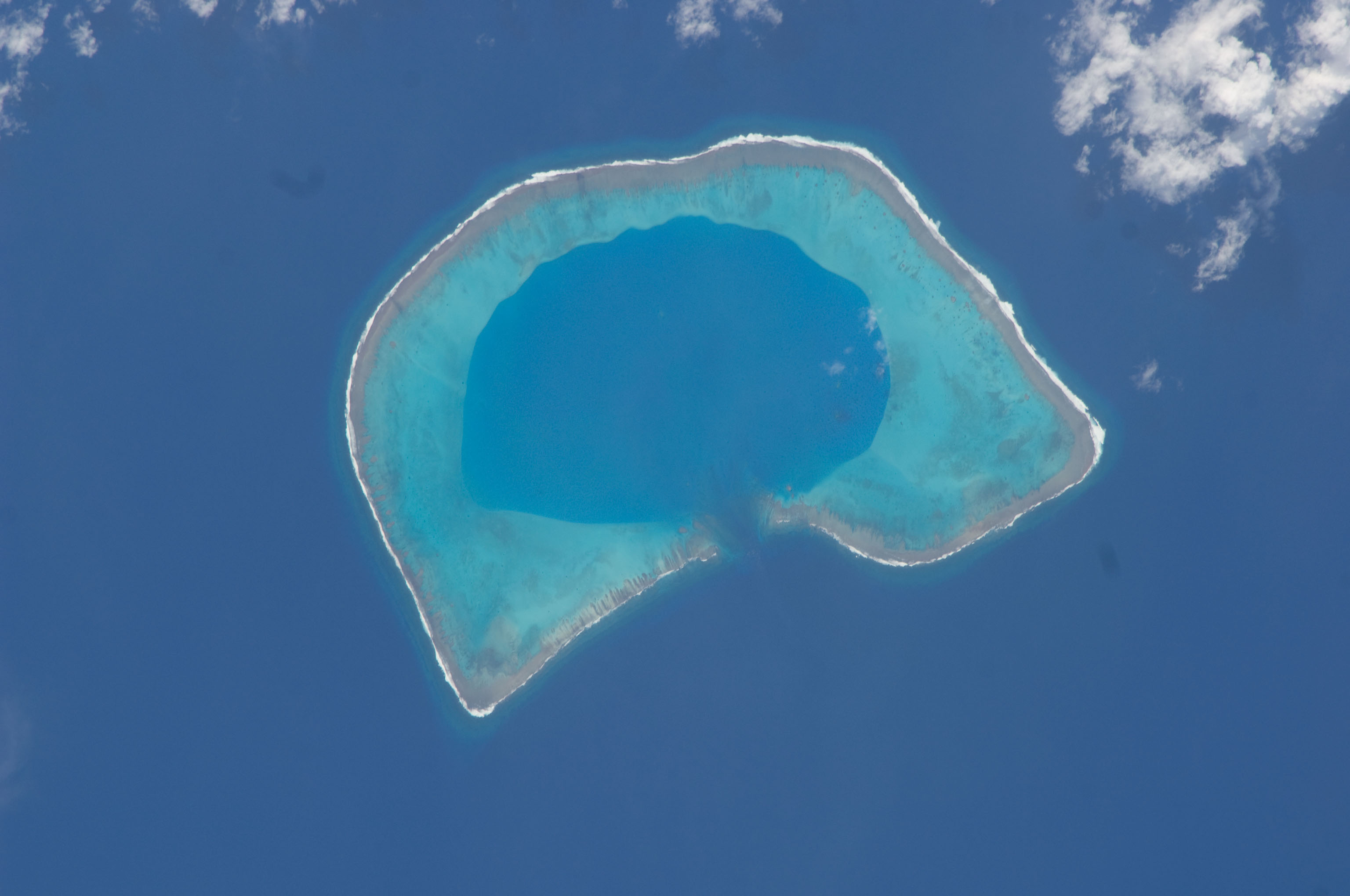
Escull de Beveridge.

Dins d'aquesta zona hi ha almenys tres esculls de corall, el més gran dels quals és el de Beveridge, juntament amb nombroses muntanyes submarines. L'escull de Beveridge es troba al sud-est de l'illa principal i la seva àrea de gestió especial de Beveridge Nukutulueatama s'estén 3 milles nàutiques (5,6 km) al voltant de l'escull de forma irregular, una àrea que es defineix dins d'un espai de 10 milles nàutiques (19 km) per 11 milles nàutiques (20 km). L'àrea especial al voltant de l'escull de Beveridge es troba dins de l'àrea marina protegida de Niue Moana Mahu. Aquesta secció gairebé triangular de la ZEE està definida per línies que s'estenen des de dos punts a la vora de la zona contigua de 24 milles nàutiques (44 km), una que va cap a l'est fins a la frontera amb les Illes Cook i una que va aproximadament cap al sud fins a la vora de la ZEE de Niue.

## Història
Històricament, els pobles de Niue gestionaven l'oceà davant de la seva costa, governant la pesca mitjançant pràctiques tradicionals. Tanmateix, el desenvolupament tecnològic va portar a taxes de captura superiors a les que es podrien gestionar de manera sostenible mitjançant aquests mètodes. La tecnologia també va provocar un augment de les exportacions d'aliments, especialment als niueans d'ultramar. Com a resultat, la biomassa de peixos a les aigües de Niue va disminuir a nivells regionals baixos. L'Àrea Marina Protegida d'Alofi Nord, creada a finals del segle xx, es va esgotar en el mateix grau que la resta de les aigües de l'illa, malgrat la seva designació oficial de prohibició de pescar.

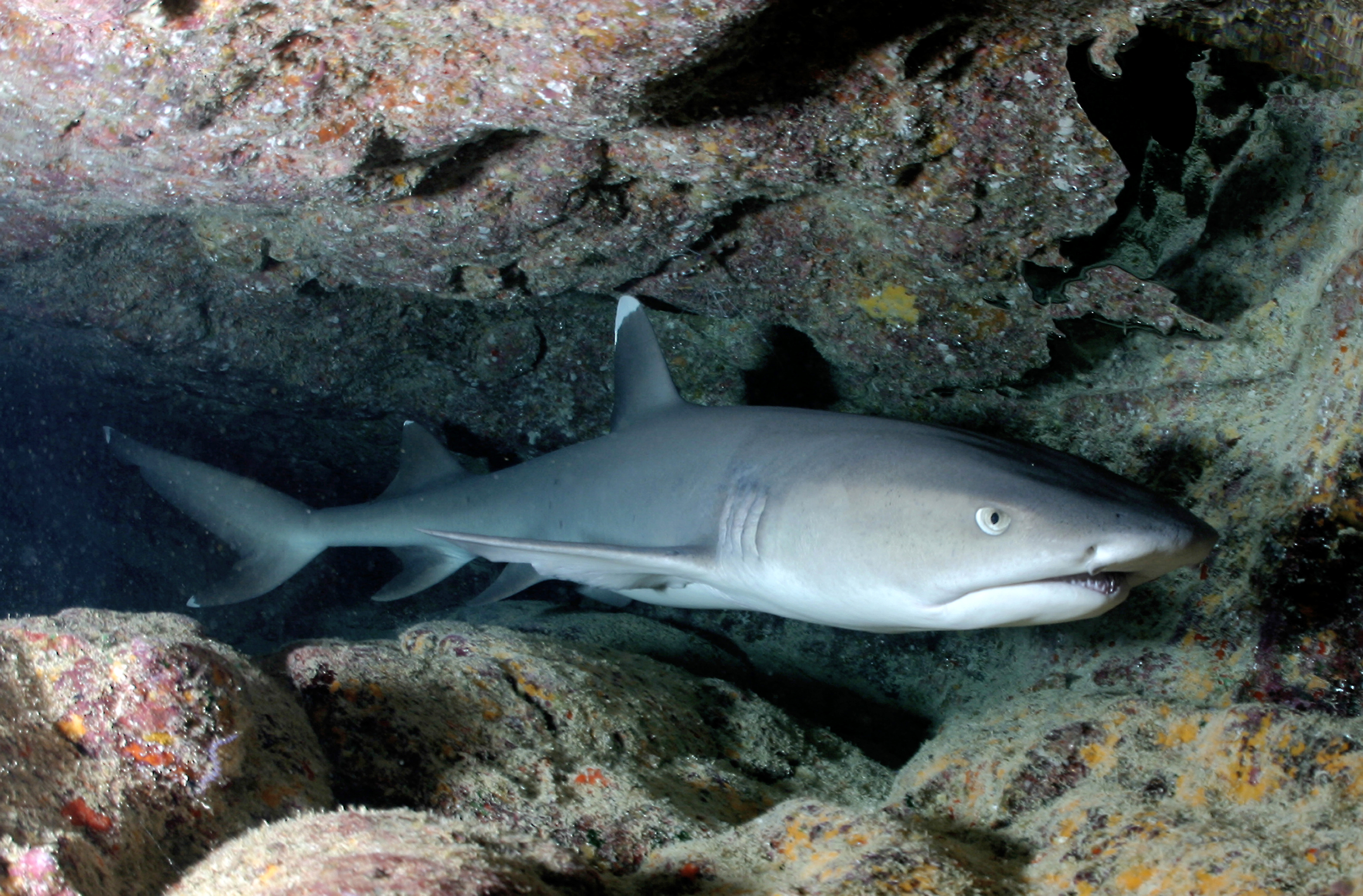
Tauró de puntes blanques.

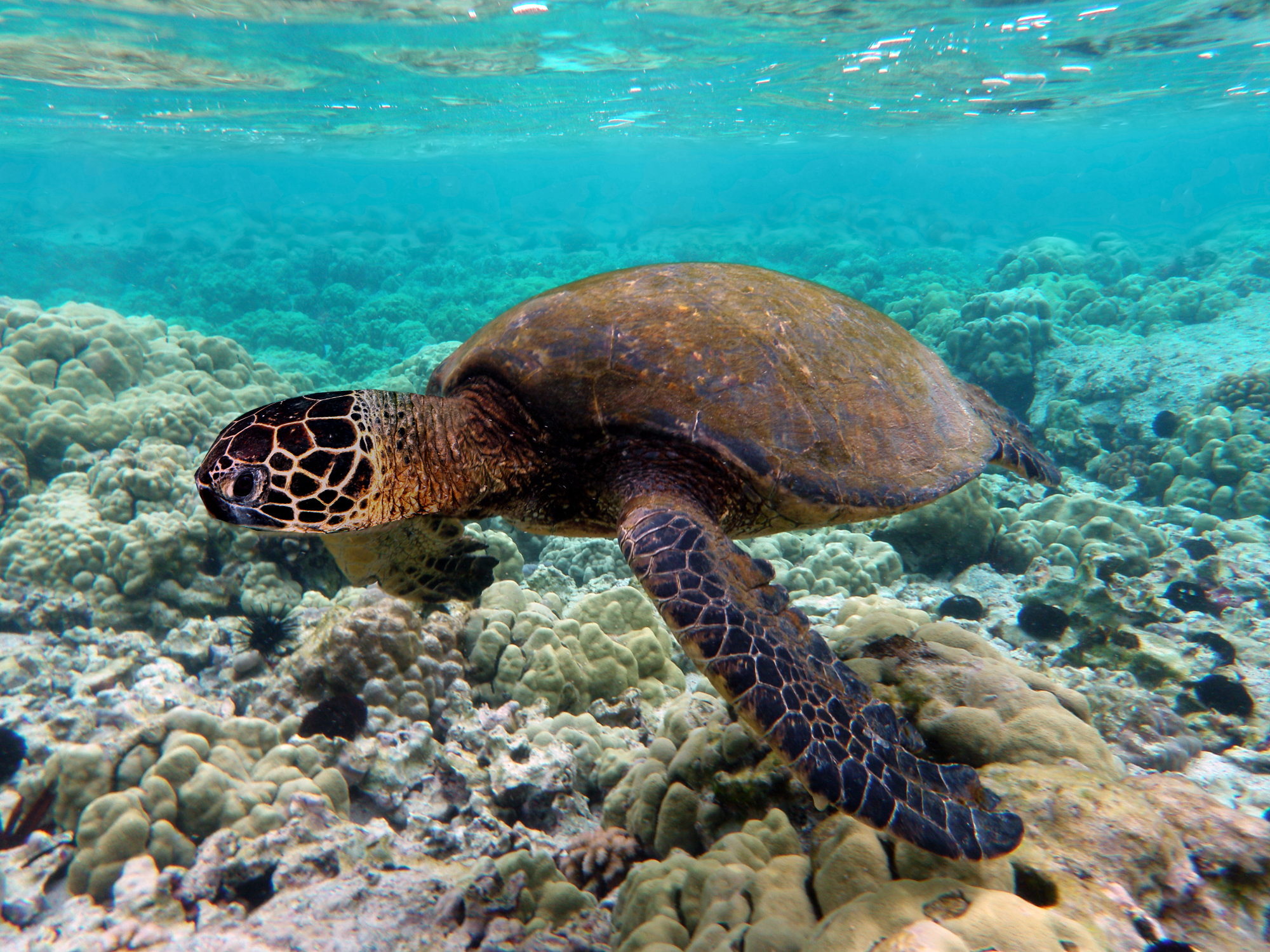
Tortuga verda.

El 2015, el grup filantròpic Oceans 5 va començar a treballar amb el govern de Niue per donar suport a la conservació dels oceans, donant lloc a la fundació de l'ONG Tofia Niue el 2016 i a l'inici d'una associació formal entre aquesta fundació i el govern de Niue. El setembre de 2016, en col·laboració amb el Govern de Niue, Tofia Niue, Oceans 5, SPC i el projecte Ridge to Reef, el Pristine Seas de la National Geographic Society va liderar una expedició a Niue i a l'escull de Beveridge per dur a terme una avaluació integral de la biodiversitat de l'ecosistema remot, proporcionant així dades crítiques per al procés de planificació de l'espai marí. Després de les consultes de la comunitat, els plans es van anunciar oficialment el 2017 i la planificació de l'espai marí va començar el 2018. Aquesta planificació era per a un pla de gestió que cobria tota la ZEE. L'Assemblea de Niue va establir una base legal per a una àrea marina protegida el setembre de 2019. El finançament addicional va procedir de la National Geographic Society, el Programa de Desenvolupament de les Nacions Unides i el Fons mundial pel medi ambient.
El 30 d'abril de 2020 es va establir l'àrea marina protegida de Niue Moana Mahu, inclosa l'àrea de gestió especial de Beveridge Nukutulueatama, mitjançant la legislació a l'Assemblea de Niue. Amb 127.000 quilòmetres quadrats, era en aquell moment la segona reserva marina més gran després del Santuari Marí Nacional de Palau. La mida de l'àrea protegida va significar que Niue va superar l'objectiu 11 d'Aichi de protegir el 10% de les aigües de cada país. La protecció especial de l'escull de Beveridge va ser impulsada per la importància dels seus vincles amb la biodiversitat al voltant de l'illa de Niue. L'abril de 2022, el Parc marí d'ús múltiple de Niue Nukutuluea va ampliar les fronteres incorporant les àrees protegides establertes El govern va promocionar-ho com a una manera no només d'assegurar la sostenibilitat dels seus recursos nacionals, sinó com a una contribució als esforços globals per fer front al canvi climàtic i als Objectius de Desenvolupament Sostenible.

## Biodiversitat

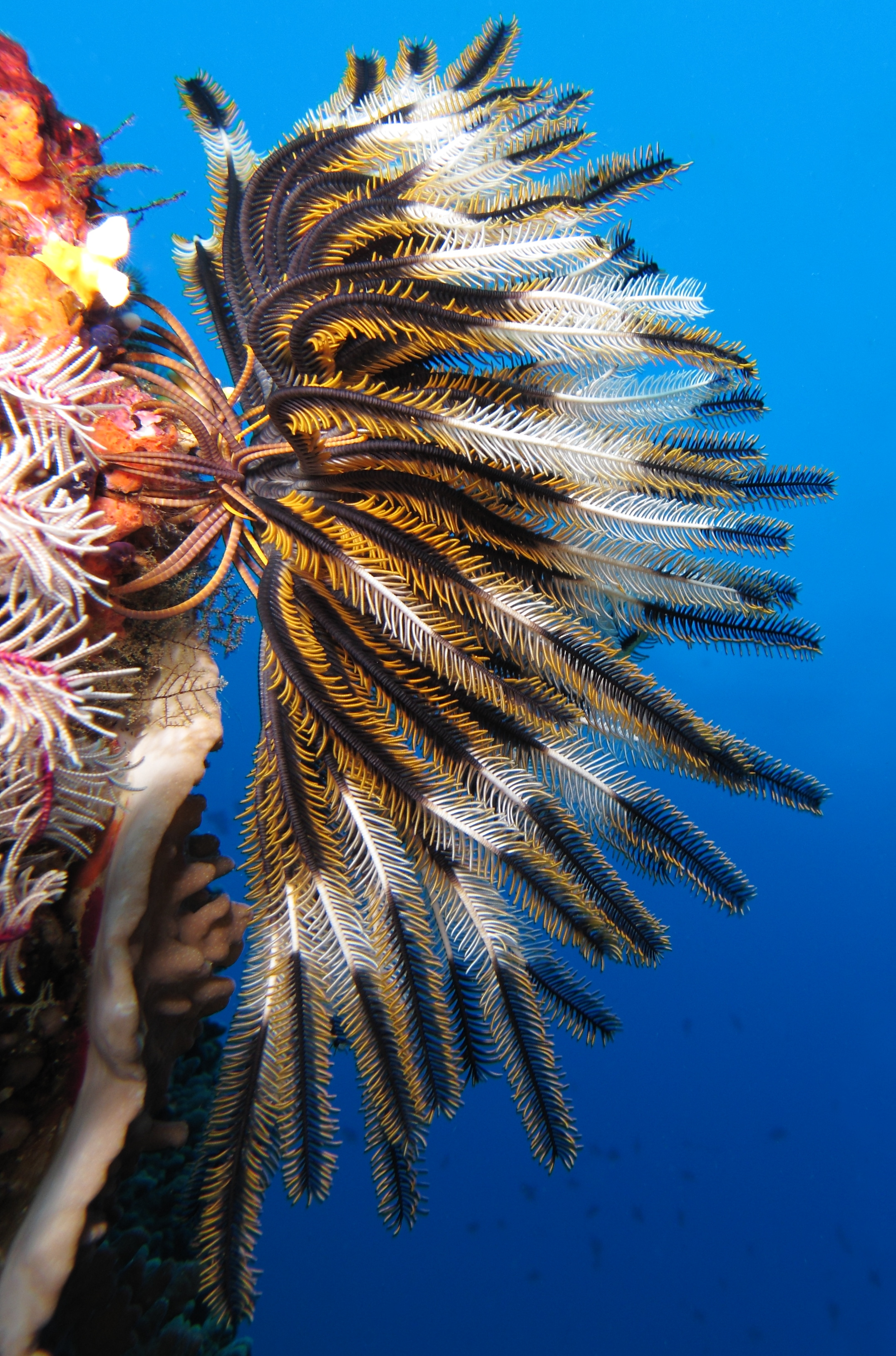
Crinoïdeus, espècie present al parc marí de Niue.

Les aigües de Niue no s'han estudiat àmpliament, deixant molt de lloc al desconegut. El terreny marí té formes de relleu molt variades, on hi ha avencs i coves. En general, la zona presenta una productivitat relativament baixa en comparació amb les aigües al voltant d'altres illes del Pacífic, ja que no té corrents d'aigua que aportin grans quantitats de nutrients a la superfície. És probable que això estigui relacionat amb una biomassa de peixos relativament baixa i que hi hagi relativament poques aus marines a la zona.
Sobretot a la vista de la baixa productivitat de la zona, els seus ecosistemes estan amenaçats per la sobrepesca i el canvi climàtic. Els ciclons han danyat comunitats naturals poc profundes, i l'augment de les temperatures ha provocat el blanqueig dels coralls.
El fons marí al voltant de Niue i l'escull de Beveridge està cobert per una barreja de corall dur, algues coral·lines, algues Lobophora, algues de gespa, algues més altes i coralls tous. Aquesta cobertura varia segons l'hàbitat, la profunditat i la ubicació a barlovent o sotavent de cada lloc. Altres animals del fons marí son les cloïsses gegants, eriçons de mar o un nombre menor de crinoides i cogombres de mar.

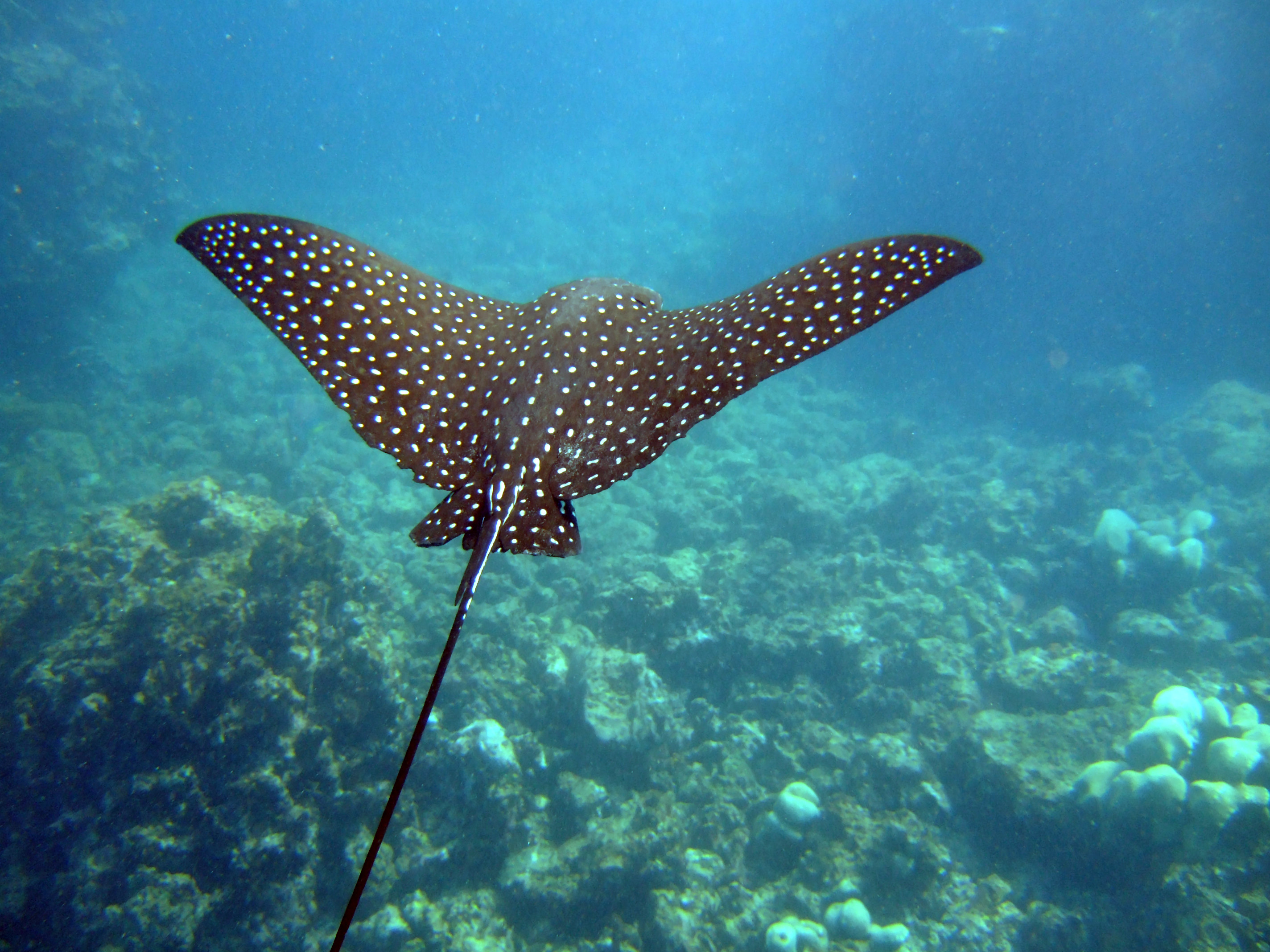
Aetobatus narinari

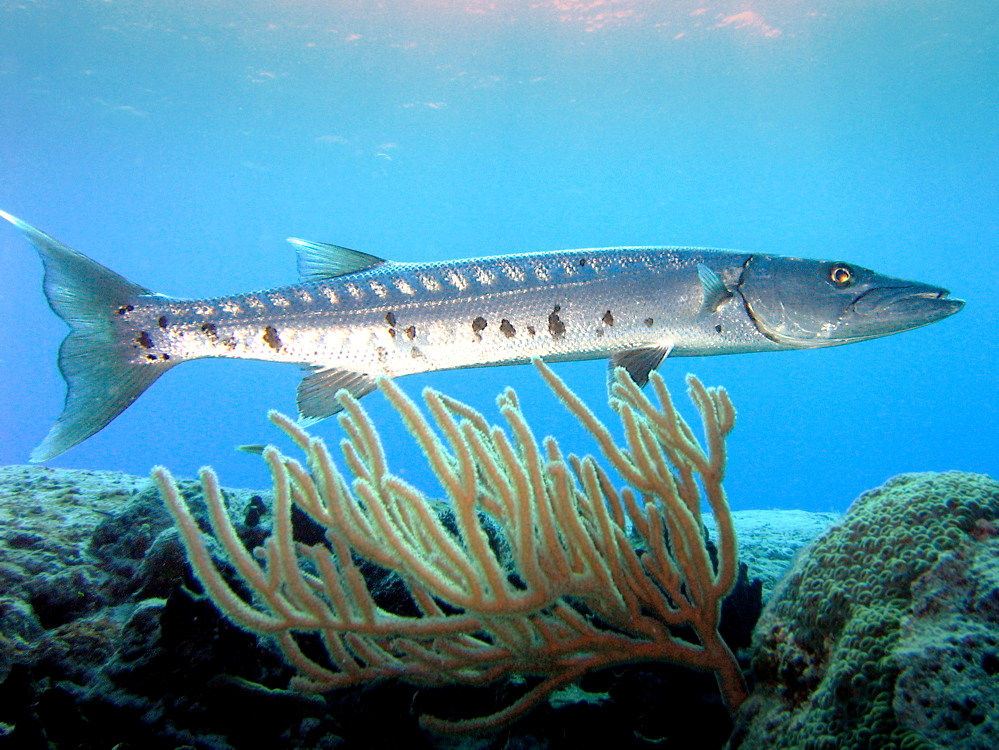
Barracuda.

Es coneixen gairebé 300 espècies de peixos d'aigües poc profundes. La biomassa total és molt més alta a l'escull de Beveridge que a les aigües poc profundes que envolten Niue, a causa del gran nombre de taurons que habiten l'escull. Beveridge té la concentració més alta del món de taurons grisos. Altres peixos grans que hi ha a les aigües poc profundes del parc marí són els taurons de puntes blanques, Aetobatus narinari, Himantura oxyrhyncha, cananx, bonítols orientals, sorelles gegants, peixos napoleó i Sphyraena helleri. La serp marina katuali és endèmica de la zona. Les tortugues marines careta, les tortugues verdes i les tortugues carei es poden trobar en aigües poc profundes.

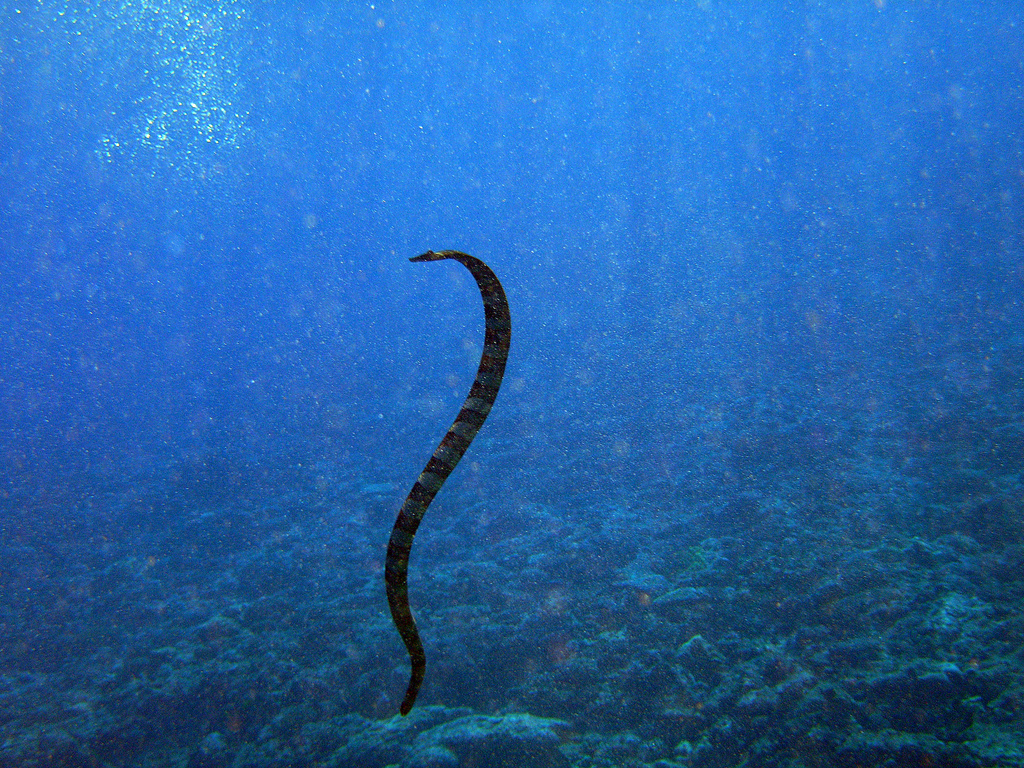
Un katuali.

Els peixos que neden per les aigües obertes del parc inclouen el Acanthocybium solandri, la llampuga, la tonyina d'aleta groga, el Decapterus macarellus, grans barracudes, el marlí ratllat, el caràngid irisat, peixos voladors, taurons sedosos, peixos trompeta, peixos corneta, peixos pilot i solrajos, a més d'algunes espècies que també es troben en aigües poc profundes. Hi ha 32 espècies de peixos conegudes que es troben a les profunditats del mar, sent els ofídids els més abundants. Altres espècies relativament abundants són els Etelis carbunculus d'aigües profundes i els Aphareus rutilans. Les gambes són comunes a prop del fons marí, igual que els amfípodes.

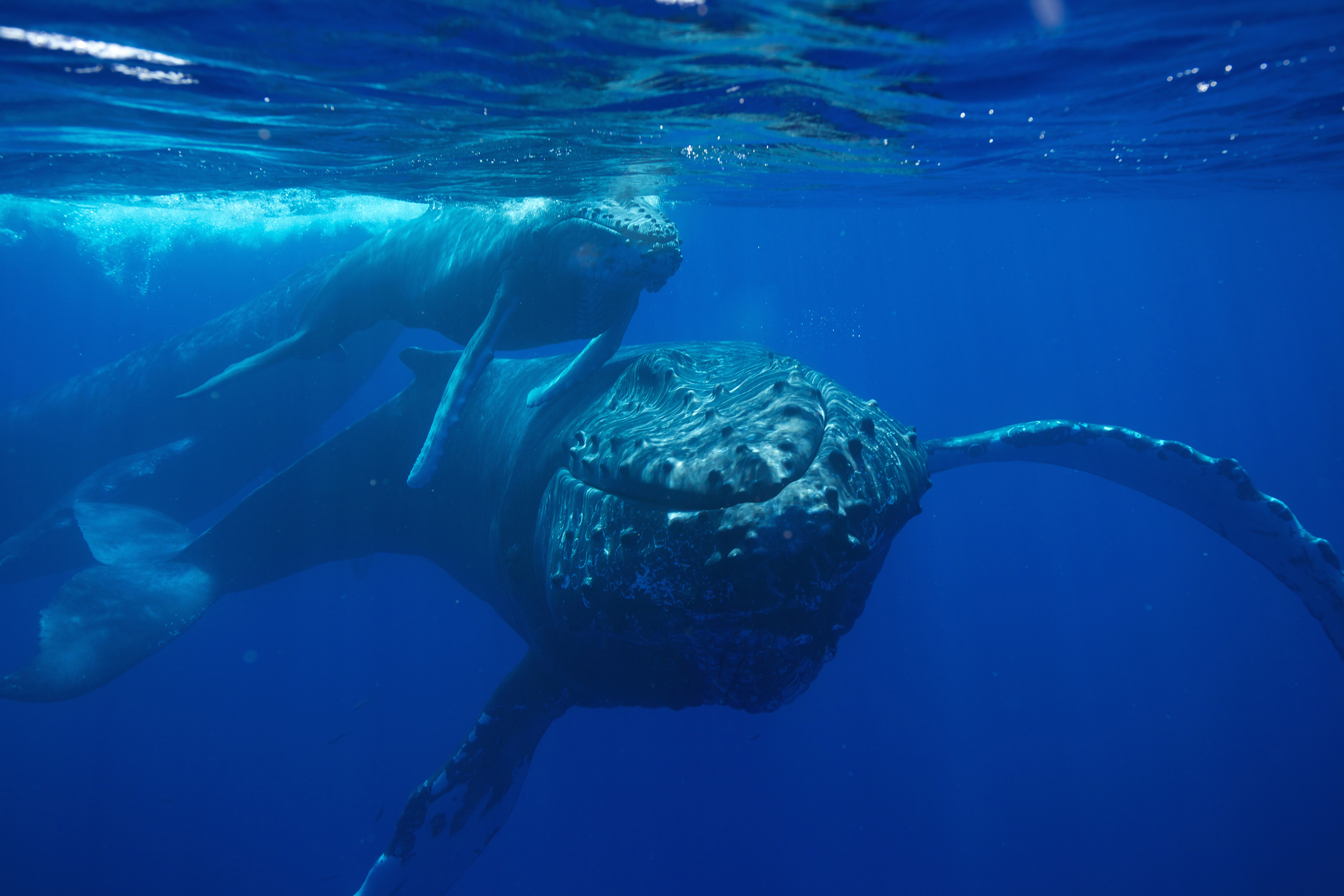
Balenes iubarta

Les balenes geperudes es reprodueixen a les aigües al voltant de Niue, després de migrar des de l'Antàrtida. Els dofins de musell llarg i els zífids de Blainville són altres mamífers marins que s'han observat a les aigües de l'illa.

## Governança
El parc marí es regeix mitjançant un pla territorial unificador que el divideix en cinc zones de règims de gestió diferents. El 40% és l'àrea marina protegida de Niue Moana Mahu, en la qual està prohibida la pesca, la mineria i l'exploració d'hidrocarburs i minerals. Dins d'aquesta àrea es troba l'escull Beveridge, que està encara més protegit a través de l'Àrea de gestió especial de l'escull de Beveridge Nukutulueatama, que pot tenir restriccions addicionals imposades per preservar la biodiversitat de l'escull.
El mar fins a 3 milles nàutiques (5,6 km) de la costa de Niue és una "àrea de gestió especial de subsistència", gestionada pels pobles locals. La recollida de marisc continua sent part de la vida a l'illa. Des d'aquesta zona fins a 24 milles nàutiques (44 km) hi ha una "zona d'ús comercial restringit", que permet la pesca local i de lloguer. L'última zona, que representa el 56% de la ZEE, és una "zona d'ús general" on s'hi permet la pesca comercial, tot i que és una zona oceànica menys productiva i actualment no té grans operacions de pesca. La mineria també està teòricament permesa a la zona d'ús general, encara que no s'hi ha dut a terme cap activitat minera. Les multes per pesca il·legal poden arribar als 500.000 dòlars neozelandesos segons els procediments estàndard, amb el govern capaç de demanar una sanció més gran.
El parc marí es va desenvolupar mitjançant una associació públic-privada anomenada Niue Ocean Wide, que inclou representants del govern de Niue i l'ONG Tofia Niue. Els pobles de l'illa tenen cadascun un pla de gestió marina per a la governació de la zona costanera de 3 milles nàutiques (5,6 km). La baixa capacitat d'aplicació local s'aborda parcialment mitjançant la cooperació regional amb la Reial Força Aèria de Nova Zelanda, que inspecciona la zona de Moana Mahu dos cops l'any, i les patrulles de l'Agència de Pesca del Fòrum de les Illes del Pacífic i la Comissió de Pesca del Pacífic Occidental i Central, gestionades per països propers (les Cook, Samoa i Tonga), també controlen les aigües de Niue. El govern busca augmentar l'ús de la vigilància per satèl·lit.
El parc pretén estimular l'ecoturisme. A més de l'observació de balenes, els turistes poden nedar amb iubartes. DUrant el període de pesca major es capturen grans espècies pelàgiques com l'Acanthocybium solandri, la llampugai i la tonyina d'aleta groga.
Una part del finançament es genera a través d'un esquema de "Crèdits per a la conservació de l'oceà", que permet que la gent pagui per protegir part de la zona. Aquest pretén ser un exemple de finançament sostenible que recolzi l'economia blava.